# Nekrolog April 2004
Nekrolog
◄◄
| ◄
| 2000
| 2001
| 2002
| 2003
| 2004 | 2005 | 2006 | 2007 | 2008 | ► | ►►
Januar |
Februar |
März |
April |
Mai |
Juni |
Juli |
August |
September |
Oktober |
November |
Dezember 2004
Weitere Ereignisse | Allgemeiner Nekrolog 2004
Die Beschreibung der verstorbenen Person sollte so kurz wie möglich gehalten sein und nur deren signifikante Tätigkeit(en) enthalten.
Neue Namen ggf. auch unter dem Geburts- und Sterbedatum, also etwa unter 1. Januar und im Geburts- und Sterbejahr (2024) eintragen (nur bei entsprechender großer Wichtigkeit). Für Beispiele siehe die schon vorhandenen Artikel.
Außerdem über die fünf zuletzt Verstorbenen, zu denen es einen ausreichend guten Artikel für eine Präsentation auf der Hauptseite gibt, nach der todesbedingten Überarbeitung der Artikel ggf. auch unter Wikipedia Diskussion:Hauptseite informieren und sie am besten auch in den anderen Wikipedia-Sprachversionen eintragen. Tipp: Regelmäßig bei news.google.de nach „ist tot“, „gestorben“ oder „verstorben“ suchen.
Wenn eine Person gestorben ist, gibt es viele Seiten zu dieser Person in der Wikipedia, die davon auch betroffen sind und entsprechend aktualisiert werden müssen. Beispiele: Namenübersichtsseite, Geburtsjahr, Geburtsort-Seiten und viele mehr.
Wie finde ich die betroffenen Seiten?
Im Suchfeld auf der linken Seite gibt man den Suchbegriff so ein: „Vorname Nachname“. Dann klickt man auf Volltext und alle Seiten mit entsprechendem Suchtext werden aufgerufen. Hier sieht man dann schnell, wo auch das Todesjahr Sinn macht oder sogar ein Teil des Artikels angepasst werden muss. Auch hilft das „Werkzeug“ auf der linken Seite sehr gut, um solche Seiten aufzufinden: „Links auf diese Seite“. Somit ist die Wikipedia wieder aktuell in allen Bereichen! Hinweis: bei Eintragung der Kategorie „Gestorben JAHR“ wird der Missbrauchsfilter 49 ausgelöst, was jedoch nicht schlimm ist. Siehe: Spezial:Missbrauchsfilter/49
Dies ist eine Liste von im April 2004 verstorbenen bekannten Persönlichkeiten. Die Einträge erfolgen innerhalb der einzelnen Daten alphabetisch sortiert. Tiere sind im Nekrolog für Tiere zu finden.

## April
| Tag       | Name                                    | Beruf, bekannt als                                                                                              | Alter | Beleg |
| --------- | --------------------------------------- | --- | ----- | ----- |
| 1. April  | Roswitha von Bergmann                   | deutsche Politikerin (FDP), MdL                                                                                 | 77    |       |
| 1. April  | Karl Born                               | deutscher Seemann, Pilot und Kinobetreiber                                                                      | 93    |       |
| 1. April  | Edgar Dören                             | deutscher Automobilrennfahrer                                                                                   | 62    |       |
| 1. April  | Paul Erangey                            | britischer Schauspieler                                                                                         | 37    |       |
| 1. April  | Enrique Grau                            | kolumbianischer Maler und Bildhauer                                                                             | 83    |       |
| 1. April  | Dietrich Helmcke                        | deutscher Geologe                                                                                               |       |       |
| 1. April  | Ioannis Kirastas                        | griechischer Fußballspieler und Trainer                                                                         | 51    |       |
| 1. April  | Gerhard Pichler                         | österreichischer Bauingenieur und Hochschullehrer                                                               | 64    |       |
| 1. April  | Mykola Rudenko                          | sowjetisch-ukrainischer Dissident, Bürgerrechtler und Schriftsteller                                            | 83    |       |
| 1. April  | Carrie Snodgress                        | US-amerikanische Schauspielerin                                                                                 |       |       |
| 2. April  | Erich Ahlers                            | deutscher Gartenbaudirektor                                                                                     | 94    |       |
| 2. April  | John Argyris                            | griechischer Ingenieur, Hochschullehrer und Institutsgründer                                                    | 90    |       |
| 2. April  | Adolf Burkhardt                         | lutherischer Pfarrer, Esperantist                                                                               | 74    |       |
| 2. April  | Ursula Konitzer                         | deutsche Gewerkschafterin                                                                                       | 65    |       |
| 2. April  | Natasha Kroll                           | russisch-britische Designerin                                                                                   | 89    |       |
| 2. April  | John Taras                              | US-amerikanischer Choreograf und Ballettmeister                                                                 | 84    |       |
| 2. April  | Martin Teich                            | deutscher Fernsehmeteorologe                                                                                    | 92    |       |
| 1. April  | Alfredo Toxqui                          | mexikanischer Botschafter                                                                                       | 90    |       |
| 2. April  | Guillaume-Marie van Zuylen              | belgischer Geistlicher, Bischof von Lüttich                                                                     | 94    |       |
| 3. April  | Jamal Ahmidan                           | marokkanischer mutmaßlicher Terrorist                                                                           | 33    |       |
| 3. April  | Serhane Ben Abdelmajid                  | tunesischer mutmaßlicher Terrorist                                                                              | 35    |       |
| 3. April  | John Diamond, Baron Diamond             | britischer Politiker, Mitglied des House of Commons                                                             | 96    |       |
| 3. April  | Gabriella Ferri                         | italienische Pop-Sängerin und Cabaret-Künstlerin                                                                | 61    |       |
| 3. April  | Fernando Claudio Gamalero González      | guatemaltekischer römisch-katholischer Geistlicher, Bischof von Escuintla                                       | 73    |       |
| 3. April  | Walter Häusler                          | deutscher Sportwissenschaftler                                                                                  | 91    |       |
| 3. April  | Kurt Georg Hausmann                     | deutscher Historiker                                                                                            | 82    |       |
| 3. April  | Eduard Linkers                          | österreichischer Schauspieler                                                                                   | 91    |       |
| 4. April  | Danuta Czech                            | polnische Autorin                                                                                               |       |       |
| 4. April  | Hans Benedikt Gottschalk                | deutsch-britischer Klassischer Philologe und Philosophiehistoriker                                              |       |       |
| 4. April  | Isabel Hamer                            | deutsche Autorin und Übersetzerin                                                                               | 92    |       |
| 4. April  | Ralph Kemplen                           | britischer Filmeditor und Regisseur                                                                             | 91    |       |
| 4. April  | Pierre Koenig                           | US-amerikanischer Architekt                                                                                     | 78    |       |
| 4. April  | Zbigniew Józef Kraszewski               | polnischer römisch-katholischer Geistlicher, Weihbischof in Warschau-Praga                                      | 82    |       |
| 4. April  | Boris Moissejewitsch Lewitan            | russischer Mathematiker                                                                                         | 89    |       |
| 4. April  | Klaus May                               | deutscher Bahnradsportler                                                                                       | 64    |       |
| 4. April  | Albéric Schotte                         | belgischer Radrennfahrer                                                                                        | 84    |       |
| 4. April  | Alwyn Williams                          | britischer Geologe und Paläontologe                                                                             | 82    |       |
| 4. April  | Klaus Zentara                           | deutscher Pädagoge, Historiker, Handballspieler und -schiedsrichter                                             | 67    |       |
| 5. April  | Roger Dee Aycock                        | US-amerikanischer Science-Fiction-Autor                                                                         | 89    |       |
| 5. April  | Ilse Becker-Döring                      | deutsche Politikerin (SPD), MdL                                                                                 | 91    |       |
| 5. April  | Fernand Goyvaerts                       | belgischer Fußballspieler, -manager und Spielervermittler                                                       | 65    |       |
| 5. April  | Isaac Carrasco                          | chilenischer Fußballspieler und -trainer                                                                        | 75    |       |
| 5. April  | Lilli Marx                              | deutsche Journalistin und jüdische Verbandsfunktionärin                                                         | 83    |       |
| 5. April  | Volker Nickchen                         | deutscher Fußballfunktionär                                                                                     |       |       |
| 5. April  | Baruch Ophir                            | deutscher Historiker                                                                                            | 93    |       |
| 5. April  | Pompeo Posar                            | Fotograf | 83    |       |
| 5. April  | Sławomir Rawicz                         | polnisch-britischer Autor                                                                                       | 88    |       |
| 5. April  | Siegfried Trotnow                       | deutscher Gynäkologe und Reproduktionsmediziner                                                                 | 63    |       |
| 5. April  | Heiner Zieschang                        | deutscher Mathematiker                                                                                          | 67    |       |
| 6. April  | Jakob Alder                             | Schweizer Volksmusikant                                                                                         | 88    |       |
| 6. April  | Larissa Bogoras                         | ukrainisch-russische Literaturwissenschaftlerin und Dissidentin                                                 | 74    |       |
| 6. April  | Axel Dünnwald-Metzler                   | deutscher Unternehmer                                                                                           | 64    |       |
| 6. April  | Kurt Kucera                             | österreichischer Judoka                                                                                         | 71    |       |
| 6. April  | Ralph Landau                            | US-amerikanischer Chemieingenieur und Unternehmer                                                               | 87    |       |
| 6. April  | Alexander Lerner                        | israelischer Kybernetiker und sowjetischer Dissident                                                            | 90    |       |
| 6. April  | José Antonio de la Loma                 | spanischer Drehbuchautor, Regisseur, Filmproduzent und Schriftsteller                                           | 80    |       |
| 6. April  | Bogdan Norčič                           | jugoslawischer Skispringer                                                                                      | 50    |       |
| 6. April  | Wilhelm Wegener                         | deutscher Rechtshistoriker                                                                                      | 92    |       |
| 7. April  | Victor Argo                             | US-amerikanischer Schauspieler                                                                                  | 69    |       |
| 7. April  | Italo Astolfi                           | italienischer Bahnradsportler                                                                                   | 86    |       |
| 7. April  | Colin Kemball                           | britischer Marathonläufer                                                                                       | 76    |       |
| 7. April  | Wolfgang Mattheuer                      | deutscher Maler, Graphiker und Bildhauer                                                                        | 77    |       |
| 7. April  | Hans Pitschmann                         | österreichischer Politiker (ÖVP), Mitglied des Bundesrates                                                      | 84    |       |
| 7. April  | Rupert Schiffrer                        | österreichischer Politiker (FPÖ)                                                                                | 80    |       |
| 8. April  | Herb Andress                            | österreichischer Schauspieler                                                                                   | 69    |       |
| 8. April  | Paul Becker                             | deutscher Architekt                                                                                             | 80    |       |
| 8. April  | Kalevi Kärkinen                         | finnischer Skispringer                                                                                          | 69    |       |
| 8. April  | Hans Guido Mutke                        | deutscher Jagdflieger in der Luftwaffe im Zweiten Weltkrieg                                                     | 83    |       |
| 8. April  | Egbert Reinhard                         | deutscher Politiker (SPD), MdL                                                                                  | 76    |       |
| 8. April  | Ernie Smith                             | US-amerikanischer Jazz-Historiker, Sammler und Autor                                                            |       |       |
| 8. April  | Ruth Tabrah                             | US-amerikanische Schriftstellerin                                                                               | 83    |       |
| 9. April  | Harry Babbitt                           | US-amerikanischer Sänger und Star der Big-Band-Ära                                                              | 90    |       |
| 9. April  | Bastien Leccia                          | französischer Politiker, Mitglied der Nationalversammlung                                                       | 84    |       |
| 9. April  | Martin Rickelt                          | deutscher Schauspieler                                                                                          | 88    |       |
| 9. April  | Julius Sang                             | kenianischer Sprinter und Olympiasieger                                                                         | 55    |       |
| 9. April  | Sein Lwin                               | myanmarischer Militär und Politiker                                                                             |       |       |
| 9. April  | Hannelore Valencak                      | österreichische Schriftstellerin                                                                                | 75    |       |
| 9. April  | Jiří Weiss                              | tschechischer Drehbuchautor und Filmregisseur                                                                   | 91    |       |
| 10. April | Paul-Louis Boutié                       | französischer Filmarchitekt                                                                                     | 93    |       |
| 10. April | Maurice Jacquel                         | französischer Ringer                                                                                            | 75    |       |
| 10. April | Jacek Kaczmarski                        | polnischer Liedermacher                                                                                         | 47    |       |
| 10. April | Amrik Singh Mehta                       | indischer Diplomat                                                                                              | 83    |       |
| 10. April | Ben Pimlott                             | britischer Schriftsteller und Historiker                                                                        | 58    |       |
| 10. April | Roland Rainer                           | österreichischer Architekt                                                                                      | 93    |       |
| 10. April | Sakıp Sabancı                           | türkischer Industrieller und Mäzen                                                                              | 71    |       |
| 11. April | Jürgen Guthke                           | deutscher Psychologe                                                                                            | 65    |       |
| 11. April | Paul Hamburger                          | österreichischer Pianist, Träger des Österreichischen Ehrenkreuzes für Wissenschaft und Kunst und Gründer de... | 83    |       |
| 11. April | Mamadou Aliou Kéïta                     | guineischer Fußballspieler                                                                                      |       |       |
| 11. April | Arno Hermann Müller                     | deutscher Paläontologe und Geologe                                                                              | 87    |       |
| 11. April | Said El-Naggar                          | ägyptischer Hochschullehrer und Mitglied des WTO Appellate Body                                                 |       |       |
| 11. April | Megumu Sagisawa                         | japanische Schriftstellerin                                                                                     | 35    |       |
| 11. April | Uwe Schäfer                             | deutscher Automobilrennfahrer                                                                                   | 40    |       |
| 12. April | Ernst Diehl                             | deutscher Historiker                                                                                            | 76    |       |
| 12. April | Carlton E. Lemke                        | US-amerikanischer Mathematiker                                                                                  | 83    |       |
| 12. April | William Margolis                        | US-amerikanischer Schriftsteller                                                                                | 59    |       |
| 12. April | Rudolf Rolfs                            | deutscher Satiriker und Theaterleiter                                                                           | 83    |       |
| 12. April | Hubert Schmidt-Gigo                     | deutscher Conférencier, Parodist, Rundfunk- und Fernsehmoderator sowie Motorsportreporter                       | 84    |       |
| 12. April | Juanito Valderrama                      | spanischer Flamenco-Sänger                                                                                      | 87    |       |
| 12. April | Wesley Conrad Wehr                      | US-amerikanischer Maler, Komponist, Schriftsteller und Paläobotaniker                                           | 74    |       |
| 12. April | George W. Whitehead                     | US-amerikanischer Mathematiker                                                                                  | 85    |       |
| 13. April | Elden C. Bailey                         | US-amerikanischer Schlagwerker und Hochschullehrer                                                              | 81    |       |
| 13. April | Danielle Bridel                         | Schweizer Juristin                                                                                              | 83    |       |
| 13. April | David Fowler                            | britischer Mathematikhistoriker                                                                                 | 66    |       |
| 13. April | Csaba Horváth                           | ungarisch-US-amerikanischer Chemieingenieur                                                                     | 74    |       |
| 13. April | Aarne Saarinen                          | finnischer kommunistischer Politiker, Mitglied des Reichstags und Gewerkschafter                                | 90    |       |
| 13. April | Sigbert Wagener                         | deutscher Kapuziner und Entomologe                                                                              | 84    |       |
| 14. April | Micheline Charest                       | internationale TV-Produzentin und Geschäftsführerin der CINAR AG                                                |       |       |
| 14. April | Erik Flügel                             | österreichischer Paläontologe und Geologe                                                                       | 70    |       |
| 14. April | Robert Gerwin                           | deutscher Wissenschafts- und Technikjournalist                                                                  | 81    |       |
| 14. April | Miguel de Guzmán                        | spanischer Mathematiker                                                                                         | 68    |       |
| 14. April | Franz Koller                            | österreichischer Gewerkschafter und Politiker                                                                   | 83    |       |
| 14. April | Wolf-Arno Kropat                        | deutscher Historiker und Archivar                                                                               | 71    |       |
| 14. April | João Augusto de Médicis                 | brasilianischer Diplomat                                                                                        | 67    |       |
| 14. April | Albert Müller                           | deutscher Bildhauer                                                                                             | 62    |       |
| 14. April | Raimund Pfister                         | deutscher Gymnasiallehrer, Didaktiker sowie Lehrbuchautor                                                       | 92    |       |
| 14. April | Gerhard Schulz                          | deutscher Historiker                                                                                            | 79    |       |
| 14. April | Erentrud Trost                          | deutsche Glasmalerin und Mosaizistin                                                                            | 81    |       |
| 15. April | Maria Denis                             | italienische Schauspielerin                                                                                     | 87    |       |
| 15. April | Phyllis Dillon                          | jamaikanische Sängerin                                                                                          | 59    |       |
| 15. April | Hans Gmür                               | Schweizer Autor                                                                                                 | 77    |       |
| 15. April | Herbert Goliasch                        | deutscher Politiker (CDU), MdL                                                                                  | 66    |       |
| 15. April | Maury Schleicher                        | US-amerikanischer American-Football-Spieler                                                                     | 66    |       |
| 15. April | Mitsuteru Yokoyama                      | japanischer Manga-Zeichner                                                                                      | 69    |       |
| 16. April | Karl Dirnagl                            | deutscher Physiker, Balneologe und Bioklimatologe                                                               | 86    |       |
| 16. April | Karin Eickelbaum                        | deutsche Film- und Theaterschauspielerin                                                                        | 66    |       |
| 16. April | Abu l-Walid                             | tschetschenischer Widerstandskämpfer                                                                            |       |       |
| 16. April | Wilmot N. Hess                          | US-amerikanischer Physiker                                                                                      | 77    |       |
| 16. April | Francis Werner Hunold                   | römisch-katholischer Geistlicher, Missionar und Apostolischer Administrator                                     | 92    |       |
| 16. April | Bernd Juds                              | deutscher Publizist und Schriftsteller                                                                          | 64    |       |
| 16. April | Cornelis Jord Ruijgh                    | niederländischer Altphilologe                                                                                   | 73    |       |
| 16. April | Frans Schoofs                           | niederländischer Tischtennisspieler und -trainer                                                                | 65    |       |
| 16. April | Curt Siegel                             | deutscher Architekt, Ingenieur und Hochschullehrer                                                              | 93    |       |
| 17. April | Hubert Caspari                          | deutscher Architekt                                                                                             | 77    |       |
| 17. April | Jiří Císler                             | tschechischer Schauspieler, Bühnenautor, Regisseur, Musiker und Komponist                                       | 76    |       |
| 17. April | Ryszard Dąbrowski                       | polnischer Bauingenieur                                                                                         | 80    |       |
| 17. April | Anke Hartnagel                          | deutsche Politikerin (SPD), MdB, MdHB                                                                           | 62    |       |
| 17. April | Geraint Wyn Howells, Baron Geraint      | britischer Politiker (Independent und Liberal Democrats), Mitglied des House of Commons                         | 79    |       |
| 17. April | Joe Kennedy, Jr.                        | US-amerikanischer Musiker und Musikpädagoge                                                                     | 80    |       |
| 17. April | André Makarakiza                        | burundischer Erzbischof                                                                                         | 84    |       |
| 17. April | Edmond Pidoux                           | Schweizer Schriftsteller                                                                                        | 95    |       |
| 17. April | Abd al-Aziz ar-Rantisi                  | palästinensischer Generalkommandant der Hamas                                                                   | 56    |       |
| 17. April | Engelbert Sander                        | deutscher Gewerkschafter und Politiker (SPD), MdB                                                               | 75    |       |
| 17. April | Eberhard Schramm                        | deutscher Sportwissenschaftler                                                                                  | 76    |       |
| 18. April | Gerda Renée Blumenthal                  | deutsch-US-amerikanische Romanistin                                                                             | 80    |       |
| 18. April | Verena Dietrich                         | deutsche Architektin                                                                                            | 62    |       |
| 18. April | Kamisese Mara                           | fidschianischer Politiker, Präsident Fidschis (1993–2000)                                                       | 83    |       |
| 18. April | Joseph Roy                              | indischer Geistlicher, Bischof von Mysore                                                                       | 78    |       |
| 18. April | Werner Schumacher                       | deutscher Schauspieler                                                                                          | 82    |       |
| 18. April | Fred Schwind                            | deutscher Historiker                                                                                            | 75    |       |
| 18. April | Karl Vogel                              | deutscher Politiker (SED), MdV Abteilungsleiter des ZK der SED                                                  | 78    |       |
| 19. April | Jim Cantalupo                           | US-amerikanischer Manager, Chef des Restaurantkonzerns McDonald’s                                               | 60    |       |
| 19. April | George Hardwick                         | englischer Fußballspieler und -trainer                                                                          | 84    |       |
| 19. April | Philip Locke                            | englischer Schauspieler                                                                                         | 76    |       |
| 19. April | John Maynard Smith                      | britischer Genetiker, Evolutionsbiologe                                                                         | 84    |       |
| 19. April | Norris McWhirter                        | britischer Verleger und Mitbegründer des Guinness-Buchs der Rekorde                                             | 78    |       |
| 19. April | Frank B. Morrison                       | US-amerikanischer Politiker                                                                                     | 98    |       |
| 19. April | Ronnie Simpson                          | schottischer Fußballtorhüter                                                                                    | 73    |       |
| 19. April | Jürgen Stock                            | deutscher Astronom                                                                                              | 80    |       |
| 19. April | Ida Sury                                | Schweizer Schriftstellerin                                                                                      | 93    |       |
| 19. April | Wolfgang Unger                          | deutscher Kapellmeister, Chorleiter und Hochschullehrer                                                         | 55    |       |
| 20. April | Helmut Alimonta                         | bayerischer Volksschauspieler                                                                                   | 88    |       |
| 20. April | Patrick Gibson, Baron Gibson            | britischer Politiker, Verleger und Manager                                                                      | 88    |       |
| 20. April | Lizzy Mercier Descloux                  | französische Singer-Songwriterin, Schauspielerin, Schriftstellerin und Malerin                                  | 47    |       |
| 20. April | Bodo Räke                               | deutscher Politiker (SPD), MdL                                                                                  | 63    |       |
| 20. April | Al Stiller                              | US-amerikanischer Radrennfahrer                                                                                 | 80    |       |
| 21. April | Fritz Arlt                              | deutscher nationalsozialistischer Funktionär                                                                    | 92    |       |
| 21. April | Eduard Arkadjewitsch Assadow            | russischer Dichter und Prosaist                                                                                 | 80    |       |
| 21. April | Karl Hass                               | deutscher SS-Offizier und verurteilter Kriegsverbrecher                                                         | 91    |       |
| 21. April | John Webster Kirklin                    | US-amerikanischer Chirurg und Kardiologe                                                                        | 87    |       |
| 21. April | Margret Marquart                        | deutsche Missionsärztin und Theologin                                                                           | 76    |       |
| 21. April | Michaela Scheday                        | österreichische Theaterschauspielerin und Theaterregisseurin                                                    | 51    |       |
| 21. April | Mary Selway                             | britische Casting-Direktorin                                                                                    | 68    |       |
| 21. April | Klaus Simmering                         | deutscher Wissenschaftsjournalist und Filmproduzent                                                             | 45    |       |
| 21. April | Wilhelm Simshäuser                      | deutscher Jurist und Hochschullehrer                                                                            | 73    |       |
| 21. April | Tui St. George Tucker                   | US-amerikanische Komponistin und Blockflötistin                                                                 | 79    |       |
| 22. April | Franco Delli Colli                      | italienischer Kameramann                                                                                        | 75    |       |
| 22. April | Art Devlin                              | US-amerikanischer Skispringer                                                                                   | 81    |       |
| 22. April | Anton Dietrich                          | deutscher Politiker (CSU), MdL und Landrat                                                                      | 61    |       |
| 22. April | James Leonard Doyle                     | römisch-katholischer Geistlicher, Bischof von Peterborough                                                      | 74    |       |
| 22. April | Jason Dunham                            | US-amerikanischer Marineinfanterist                                                                             | 22    |       |
| 22. April | Joachim Gaiser                          | deutscher Musiker, Moderator, Radioredakteur und Entertainer                                                    | 47    |       |
| 22. April | Sami Hadawi                             | palästinensischer Gelehrter und Autor                                                                           | 100   |       |
| 22. April | Roger Mabillard                         | Korpskommandant und Ausbildungschef der Schweizer Armee                                                         | 78    |       |
| 22. April | Richard Reichensperger                  | österreichischer Journalist und Literaturkritiker                                                               | 43    |       |
| 22. April | Hans-Wilhelm Schreiber                  | deutscher Chirurg und Hochschullehrer                                                                           | 79    |       |
| 22. April | Pat Tillman                             | US-amerikanischer American-Football-Spieler                                                                     | 27    |       |
| 22. April | Ramón Torrella Cascante                 | spanischer Geistlicher, katholischer Bischof                                                                    | 80    |       |
| 23. April | Paul Berger                             | Schweizer Obdachlosenpfarrer                                                                                    | 83    |       |
| 23. April | Sam Haughian                            | britischer Langstreckenläufer                                                                                   | 24    |       |
| 23. April | Vytautas Mikalauskas                    | litauischer Komponist und Pianist                                                                               | 73    |       |
| 23. April | Peter S. Prescott                       | US-amerikanischer Literaturkritiker                                                                             | 68    |       |
| 23. April | Willie Watson                           | englischer Fußballspieler, Fußballtrainer und Cricketspieler                                                    | 84    |       |
| 24. April | José Giovanni                           | französisch-schweizerischer Schriftsteller und Filmemacher                                                      | 80    |       |
| 24. April | Hans-Joachim Knebel                     | deutscher Soziologe                                                                                             | 74    |       |
| 24. April | Estée Lauder                            | US-amerikanische Unternehmerin                                                                                  | 95    |       |
| 25. April | Alphonzo Bell junior                    | US-amerikanischer Politiker                                                                                     | 89    |       |
| 25. April | Hygino Caetano Corsetti                 | brasilianischer Politiker                                                                                       | 85    |       |
| 25. April | Werner Gantenbein                       | Schweizer Architekt                                                                                             | 79    |       |
| 25. April | Thom Gunn                               | britischer Dichter und Universitätslehrer                                                                       | 74    |       |
| 25. April | Eddie Hopkinson                         | englischer Fußballtorhüter                                                                                      | 68    |       |
| 25. April | Mario Ibáñez                            | chilenischer Fußballspieler und Arzt                                                                            | 83    |       |
| 25. April | Carl Melles                             | ungarisch-österreichischer Dirigent                                                                             | 77    |       |
| 25. April | Albert Paulsen                          | ecuadorianischer Schauspieler                                                                                   | 78    |       |
| 25. April | Jacques Rouxel                          | französischer Graphiker, Animator und Trickfilmregisseur.                                                       | 73    |       |
| 25. April | John Runnings                           | kanadischer Mauerläufer, Friedensaktivist                                                                       |       |       |
| 25. April | Gisela Scherzer-Rening                  | deutsche Schauspielerin und Opernsängerin (Sopran)                                                              | 79    |       |
| 25. April | Claude Williams                         | US-amerikanischer Jazz-Geiger und Gitarrist                                                                     | 96    |       |
| 25. April | Günter Wolfram                          | deutscher Politiker                                                                                             | 74    |       |
| 26. April | Wolf-Dietrich Bald                      | deutscher Anglist, Sprachwissenschaftler und Hochschullehrer                                                    | 61    |       |
| 26. April | Barthélémy Batantu                      | kongolesischer Geistlicher, katholischer Erzbischof von Brazzaville                                             | 78    |       |
| 26. April | Werner Bielohlawek                      | deutscher Maler und Grafiker                                                                                    | 68    |       |
| 26. April | José Severino Croatto                   | argentinischer Alttestamentler und Befreiungstheologe                                                           | 74    |       |
| 26. April | Kurt Dossin                             | deutscher Handballspieler                                                                                       | 91    |       |
| 26. April | Rangel Gerowski                         | bulgarischer Ringer                                                                                             | 46    |       |
| 26. April | R. Clark Jones                          | US-amerikanischer Physiker                                                                                      | 87    |       |
| 26. April | Gunther E. Rothenberg                   | US-amerikanischer Militärhistoriker                                                                             | 80    |       |
| 26. April | Kurt Schweizer                          | Schweizer Politiker (SP)                                                                                        | 82    |       |
| 26. April | Hubert Selby                            | US-amerikanischer Schriftsteller                                                                                | 75    |       |
| 26. April | Franz Staab                             | deutscher Historiker                                                                                            | 61    |       |
| 26. April | Hasse Thomsén                           | schwedischer Schwergewichtsboxer                                                                                | 62    |       |
| 26. April | Josef Trinkl                            | österreichischer Politiker (ÖVP)                                                                                | 52    |       |
| 26. April | Hernando Velásquez Lotero               | kolumbianischer römisch-katholischer Geistlicher, Bischof von Facatativá                                        | 77    |       |
| 27. April | Anne Fontaine                           | Schweizer Schriftstellerin                                                                                      | 95    |       |
| 27. April | Leopold Helbich                         | österreichischer Politiker (ÖVP), Abgeordneter zum Nationalrat, Mitglied des Bundesrates                        | 77    |       |
| 27. April | Hugo Kastner                            | österreichischer Grafiker, Schriftsteller und Übersetzer, der mehr als 2                                        | 82    |       |
| 27. April | Alex Randolph                           | US-amerikanischer Spieleautor                                                                                   | 81    |       |
| 27. April | Ulrich Stranz                           | deutscher Komponist                                                                                             | 57    |       |
| 27. April | Alejandro Ulloa senior                  | spanischer Schauspieler, Synchronsprecher und Regisseur                                                         | 93    |       |
| 27. April | Rudolf Wagner                           | deutscher Historiker; Vertriebenenfunktionär und Politiker (BHE), MdL in Bayern                                 | 92    |       |
| 27. April | Roy Walford                             | US-amerikanischer Wissenschaftler                                                                               | 79    |       |
| 28. April | Raymond Arnette                         | deutsch-französischer Priester und Buchautor                                                                    | 81    |       |
| 28. April | Patrick Berhault                        | französischer Bergsteiger                                                                                       | 46    |       |
| 28. April | Gerhard Burkhardt                       | deutscher Literaturwissenschaftler                                                                              | 83    |       |
| 28. April | Justus Claus                            | deutscher Politiker                                                                                             | 81    |       |
| 28. April | Leonel López-Nussa                      | kubanischer Illustrator, Buchgestalter und Kunstkritiker                                                        | 88    |       |
| 28. April | Zoraida Morales                         | kubanische Sopranistin                                                                                          |       |       |
| 28. April | Kifle Wodajo                            | äthiopischer Diplomat und Politiker                                                                             | 67    |       |
| 29. April | Gaetano Badalamenti                     | sizilianischer Mafioso                                                                                          | 80    |       |
| 29. April | Adam Seide                              | deutscher Schriftsteller, Kunst- und Theaterkritiker, Herausgeber, Galerist und Schriftsetzermeister            | 74    |       |
| 29. April | Sid Smith                               | kanadischer Eishockeyspieler                                                                                    | 78    |       |
| 29. April | Wolfgang Steglich                       | deutscher Historiker und Hochschullehrer                                                                        | 77    |       |
| 29. April | Günther Wagner                          | deutscher Agrarwissenschaftler                                                                                  | 78    |       |
| 30. April | Heather Brigstocke, Baroness Brigstocke | britische Lehrerin und Schulleiterin                                                                            | 74    |       |
| 30. April | Jeff Butterfield                        | englischer Rugbyspieler                                                                                         | 74    |       |
| 30. April | Joseph F. Cullman                       | US-amerikanischer Manager und Tennisfunktionär                                                                  | 92    |       |
| 30. April | Jeffrey Alan Gray                       | britischer Psychologe                                                                                           | 69    |       |
| 30. April | Hans Hirsch                             | österreichischer Unternehmer                                                                                    | 97    |       |
| 30. April | Erich Holtz                             | deutscher Politiker (SPD), MdL                                                                                  | 82    |       |
| 30. April | Etelvina Lopes de Almeida               | portugiesische Schriftstellerin, Journalistin, Rundfunksprecherin und Politikerin                               | 88    |       |
| 30. April | Boris Mironowitsch Pergamenschtschikow  | russischer Cellist                                                                                              | 55    |       |
| 30. April | Caspar Pound                            | britischer Musiker, Produzent, Labelbetreiber und Remixer                                                       |       |       |
| 30. April | Adolph Verschueren                      | belgischer Radrennfahrer                                                                                        | 81    |       |
| April     | Georgi Blisnakow                        | bulgarischer Chemiker                                                                                           | 83    |       |
| April     | Carlos Castaño Gil                      | kolumbianischer Paramilitär und Gründer der ACCU und AUC                                                        | 38    |       |
| April     | Rıza Doğan                              | türkischer Ringer                                                                                               |       |       |
| April     | Claude Lavezzi                          | französischer Kommunist und Restaurantbetreiber                                                                 |       |       |
| April     | Paul Friedrich Posenenske               | deutscher Architekt                                                                                             | 84    |       |
| April     | Faris Yahya                             | britischer Historiker                                                                                           |       |       |